# Belga harcos
A Belga harcos Belgiumban kitenyésztett tyúkfajta.

## Fajtatörténet
Belgiumban tenyésztették ki parlagi, tanyasi fajtákból és ázsiai viadorokból kakasviadaloztatás céljából. 

## Fajtabélyegek, színváltozatok
Erős, széles vállú és hátú. Farktolla nagy. Melltájéka széles, kihúzott. Szárnya közepesen hosszú, enyhén a testhez simuló. Feje széles, hosszú, erős. Arca sötétpiros, vörös. Szemek tüzes vöröstől egészen sötétig. Csőre nagyon erős, hosszú, hegyében kissé görbült, sötét szarvszínű. Taraja különböző típusú lehet; leggyakrabban borsótaraj. Füllebenyek kicsik, sötétek. Toroklebenye széles és rövid. Nyaka hosszú, izmos, nyújtott. Combok nagyon izmosak. Csüd közepesen hosszú – hosszú, egyenes, erős karmokkal. Fehér vagy sárga. Tollazata erős, zárt.     
Színváltozatok: Fekete, fekete-vörös, kék, kék-vörös, fehér, aranybarna, ezüstnyakú, sávozott. 

## Tulajdonságok
Jó húshozamú, erős felépítésű, izmos, erős csontozatú fajta. Jó kotló, harcias természetű. 
| Általános tulajdonságok: | Általános tulajdonságok:    |
| ------------------------ | --------------------------- |
| Súlya                    | kakas 4-5 kg, tojó 3-3,5 kg |
| Gyűrűmérete              | kakas ?, tojó ?             |
| Tenyésztojás tömege      | 50 g                        |
| Tojáshéj színe           | sárgásbarna                 |
| Éves tojáshozama         | 80 db                       |